# Lehava
Lehava (en hebreu: להבה) és una organització política jueva d'extrema dreta basada a Israel que lluita contra l'assimilació dels jueus, i que té com a objectiu acabar amb qualsevol relació personal i comercial en els jueus (yehudim) i els no-jueus (goyim).
Aquest grup s'oposa a la presència cristiana a Israel. El grup es concentra en una política contrària a la barreja racial, denunciant els casaments entre dones jueves i homes no-jueus, especialment àrabs. El grup ha estat criticat pel President d'Israel, qui els ha anomenat "rosegadors". En gener de 2015, el diari Jerusalem Post va publicar que el ministre de defensa, Moshe Yaalon estava preparant la il·legalització del grup Lehava. Yaalon va dir que va ordenar al Xin Bet i al ministeri de defensa, reunir les proves necessàries per il·legalitzar al grup.
Tres membres de Lehava van ser detinguts en 2014 per provocar un incendi i fer pintades anti-àrabs en el col·legi Max Rayne hand in hand bilingual school, a Jerusalem. El líder del grup Lehava, el jueu Ben Zion Gopstein, va ser detingut després de l'incident, juntament amb altres membres del grup. L'incident va cridar l'atenció dels mitjans de comunicació internacionals, els reporters de l'agència de notícies Reuters van dir que l'acció contra el grup Lehava va tenir lloc després de mesos de protestes per part dels activistes d'esquerra israelians i pels comentaris dels mitjans de comunicació.
En resposta, Goldstein va criticar al ministre Yalon, suggerint que Yalon havia de centrar-se en il·legalitzar al moviment islamista, en lloc d'amoinar-se per un grup contrari a l'assimilació dels jueus, i va acusar al ministre d'estar tractant de guanyar vots entre els votants d'esquerres, castigant al grup Lehava. Goldstein, va afirmar que el grup tractava de salvar a les dones jueves, i que per això mereixia guanyar el Premi Israel.